# Janickina chaetognathi
Janickina chaetognathi is een soort in de taxonomische indeling van de Amoebozoa. Deze micro-organismen hebben geen vaste vorm en hebben schijnvoetjes. Met deze schijnvoetjes kunnen ze voortbewegen en zich voeden. Het organisme komt uit het geslacht Janickina. Janickina chaetognathi werd in 1881 ontdekt door Grassi.